# Focus Gesundheit
Focus Gesundheit (auch FOCUS GESUNDHEIT) war ein deutscher, in München ansässiger Pay-TV-Sender, der am 1. Juni 2005 seinen Sendebetrieb aufnahm. Das Programm konnte bis zum 7. Januar 2010 ausschließlich über Premiere, später Sky bezogen werden, danach wurde dieser Verbreitungsweg eingestellt. Ab Februar 2010 sollte das Programm über Kabelkiosk und IPTV vermarktet werden. Die rundfunkrechtliche Zulassung erhielt der Sender durch die Bayerische Landeszentrale für neue Medien, BLM in München. Der Genehmigungszeitraum lief zunächst bis zum 31. Mai 2013.
Am 6. August 2010 wurde bekannt, dass der Sender am 31. August 2010 bei Unitymedia und am 15. September 2010 beim Kabelkiosk mangels „wirtschaftlichen Konditionen für eine sinnvolle Weiterführung“ den Betrieb komplett einstellt.

## Programminhalte
Als Fernsehspartenprogramm befasste sich dieser Kanal in Dokumentationen und Reportagen überwiegend mit den Themen Gesundheit, Ernährung, Vorsorge, Reise, Medizin, Forschung und Psychologie. Gesendet wurden eigenproduzierte und zugekaufte Filme aus dem In- und Ausland. Der Sender wurde von der Focus TV Produktions GmbH betrieben, die auch andere TV-Formate für deutsche Free-TV-Sender produziert.

## Geschäftsführung
- Helmut Markwort und
- Matthias Pfeffer (Chefredakteur)